# Quod non legitur
Quod non legitur, non creditur, auch quod non est in actis, non est in mundo, ist eine Prozessmaxime aus dem römischen Recht. Sie wird allgemein übersetzt als „Was nicht gelesen wird, wird nicht geglaubt“ beziehungsweise „Was nicht in den Akten steht, ist auch nicht in der Welt.“
Damit ist gemeint, dass im Gerichtsprozess nur das Berücksichtigung findet, was schriftlich niedergelegt worden ist, insbesondere in den Gerichtsakten. Diese Maxime steht im Gegensatz zu der Kultur der Mündlichkeit im deutschen Recht, wie sie von Schultheißen und Schöffen praktiziert wurde. Anders war es jedoch vor dem Reichskammergericht. Dort galt der Grundsatz der Schriftlichkeit.
Beide Verfahrensgrundsätze sind im heutigen deutschen Recht erhalten. So verhandeln die Parteien gemäß § 128 Abs. 1 ZPO über den Rechtsstreit vor dem erkennenden Gericht in der Regel mündlich. Die mündliche Verhandlung wird jedoch durch Schriftsätze, die zu Gericht einzureichen sind, vorbereitet (§ 129, § 130 ZPO).